# Rod Laver
Rodney George "Rod" Laver (9 de agosto de 1938, Rockhampton (Queensland), Austrália) é um ex-tenista australiano que detém o recorde de mais títulos conquistados na carreira.
Somando seus títulos conquistados em simples e duplas Laver tem 226 títulos, um recorde.
É o 5° tenista juntamente com Ivan Lendl com mais títulos em Masters 1000 com 18 títulos.
É um dos dois únicos tenistas a conquistar o Calendar Slam, e ele o fez duas vezes em duas eras diferentes, e isso após ser impedido de jogar os Grand Slams por 6 anos por ter se tornado profissional.
O lendário Calendar Slam seria vencer todos os 4 torneios do Grand Slam na mesma temporada, e Laver é o único a vencê-lo na Era Aberta, e isso em 1969, 55 anos se passaram e ninguém ainda conseguiu repetir seu feito.
Ele o fez nas duas diferentes eras: primeiro na Era Amadora em 1962, "amadores e profissionais tinham o mesmo nível", após 6 anos retiraram essa estranha regra e ele venceu de novo em 1969.
Aparentemente Laver, após isso, focou em outros torneios e títulos talvez mais importantes naquela época, não atoa tem o recorde de 198 títulos.
O ranking da ATP foi criado em 23 de Agosto de 1973, e em 9 de agosto de 1974 Laver alcançou o rank 3°.
Muitos dizem que Laver não detém o recorde de títulos de Grand Slam porque ele foi impedido de jogar entre 1963 e 1967, sendo que, naquela época, os torneios do Grand Slam só podiam ser disputados por tenistas amadores.
3 dos 4 torneios eram disputados na grama o que torna o seu Calendar Slam menos versátil comparado com um moderno de 3 pisos diferentes "rápida, saibro e grama", Novak Djokovic até ganhou os 4 Grand Slams modernos de forma consecutiva, mas não na mesma temporada.
Por tal façanha, Laver já foi considerado por muitos fãs de tênis o melhor tenista de todos os tempos. Em 1967 ele também ganhou o Profissional Grand Slam. A quadra central do Open da Austrália é, em sua homenagem, chamada de Rod Laver Arena.
Laver entrou para o International Tennis Hall of Fame em 1981.
Em 2014, Laver foi considerado pela Revista Tênis um dos "10 tenistas que transformaram a forma como o tênis é jogado". Segundo a revista, "o maior expoente do estilo moderno de “jogador de quadra toda”, ou “all-court player” como os norte-americanos chamam, o australiano canhoto não tinha falhas técnicas e era dotado de uma força desproporcional a seu tamanho". All-court player recentemente teve seu significado mudado para: o jogador ser bom em todo o tipo de quadra, seja grama, saibro ou dura.

## Major finais

### Grand Slam finais

#### Simples: 17 finais (11 títulos, 6 vices)
| Resultado      | Ano  | Campeonato           | Piso   | Oponente       | Placar                  |
| -------------- | ---- | -------------------- | ------ | -------------- | ----------------------- |
| Vice           | 1959 | Wimbledon            | Grama  | Alex Olmedo    | 4–6, 3–6, 4–6           |
| Campeão        | 1960 | Australian Open      | Grama  | Neale Fraser   | 5–7, 3–6, 6–3, 8–6, 8–6 |
| Vice           | 1960 | Wimbledon            | Grama  | Neale Fraser   | 4–6, 6–3, 7–9, 5–7      |
| Vice           | 1960 | US Open              | Grama  | Neale Fraser   | 4–6, 4–6, 7–9           |
| Vice           | 1961 | Australian Open      | Grama  | Roy Emerson    | 6–1, 3–6, 5–7, 4–6      |
| Campeão        | 1961 | Wimbledon            | Grama  | Chuck McKinley | 6–3, 6–1, 6–4           |
| Vice           | 1961 | U.S. Open            | Grama  | Roy Emerson    | 5–7, 3–6, 2–6           |
| Campeão        | 1962 | Australian Open (2)  | Grama  | Roy Emerson    | 8–6, 0–6, 6–4, 6–4      |
| Campeão        | 1962 | Aberto da França     | Saibro | Roy Emerson    | 3–6, 2–6, 6–3, 9–7, 6–2 |
| Campeão        | 1962 | Wimbledon (2)        | Grama  | Marty Mulligan | 6–2, 6–2, 6–1           |
| Campeão        | 1962 | U.S. Open            | Grama  | Roy Emerson    | 6–2, 6–4, 5–7, 6–4      |
| ↓ Era Aberta ↓ |      |                      |        |                |                         |
| Vice           | 1968 | Aberto da França     | Saibro | Ken Rosewall   | 3–6, 1–6, 6–2, 2–6      |
| Campeão        | 1968 | Wimbledon (3)        | Grama  | Tony Roche     | 6–3, 6–4, 6–2           |
| Campeão        | 1969 | Australian Open (3)  | Grama  | Andrés Gimeno  | 6–3, 6–4, 7–5           |
| Campeão        | 1969 | Aberto da França (2) | Saibro | Ken Rosewall   | 6–4, 6–3, 6–4           |
| Campeão        | 1969 | Wimbledon (4)        | Grama  | John Newcombe  | 6–4, 5–7, 6–4, 6–4      |
| Campeão        | 1969 | US Open (2)          | Grama  | Tony Roche     | 7–9, 6–1, 6–2, 6–2      |

#### Duplas: 12 finais (6 títulos, 6 vices)
| Resultado      | Ano  | Campeonato       | Parceiro     | Oponentes                   | Placar                   |
| -------------- | ---- | ---------------- | ------------ | --------------------------- | ------------------------ |
| Campeão        | 1959 | Australian Open  | Robert Mark  | Don Candy Bob Howe          | 9–7, 6–4, 6–2            |
| Vice           | 1959 | Wimbledon        | Robert Mark  | Roy Emerson Neale Fraser    | 6–8, 3–6, 16–14, 7–9     |
| Campeão        | 1960 | Australian Open  | Robert Mark  | Roy Emerson Neale Fraser    | 1–6, 6–2, 6–4, 6–4       |
| Vice           | 1960 | US Open          | Bob Mark     | Roy Emerson Neale Fraser    | 7–9, 2–6, 4–6            |
| Campeão        | 1961 | Australian Open  | Robert Mark  | Roy Emerson Martin Mulligan | 6–3, 7–5, 3–6, 9–11, 6–2 |
| Campeão        | 1961 | Aberto da França | Roy Emerson  | Bob Howe Bob Mark           | 3-6, 6-1, 6-4            |
| ↓ Era Aberta ↓ |      |                  |              |                             |                          |
| Vice           | 1968 | Aberto da França | Roy Emerson  | Ken Rosewall Fred Stolle    | 3–6, 4–6, 3–6            |
| Campeão        | 1969 | Australian Open  | Roy Emerson  | Ken Rosewall Fred Stolle    | 6–4, 6–4                 |
| Vice           | 1969 | Aberto da França | Roy Emerson  | John Newcombe Tony Roche    | 6–4, 1–6, 6–3, 4–6, 4–6  |
| Vice           | 1970 | US Open          | Roy Emerson  | Pierre Barthès Nikola Pilić | 3–6, 6–7, 6–4, 6–7       |
| Campeão        | 1971 | Wimbledon        | Roy Emerson  | Arthur Ashe Dennis Ralston  | 4–6, 9–7, 6–8, 6–4, 6–4  |
| Vice           | 1973 | US Open          | Ken Rosewall | Owen Davidson John Newcombe | 5–7, 6–2, 5–7, 5–7       |

#### Duplas Mistas: 3 finais (3 títulos)
| Resultado | Ano  | Campeonato       | Parceira     | Oponentes                 | Placar          |
| --------- | ---- | ---------------- | ------------ | ------------------------- | --------------- |
| Campeão   | 1959 | Wimbledon        | Darlene Hard | Neale Fraser Maria Bueno  | 4–6, 3–6        |
| Campeão   | 1960 | Wimbledon        | Darlene Hard | Robert Howe Maria Bueno   | 13–11, 3–6, 8–6 |
| Campeão   | 1961 | Aberto da França | Darlene Hard | Věra Suková Jiří Javorský | 0–6, 6–2, 3–6   |